# Platylomalus schultheissi
Platylomalus schultheissi är en skalbaggsart som först beskrevs av Schmidt 1897.  Platylomalus schultheissi ingår i släktet Platylomalus och familjen stumpbaggar. Inga underarter finns listade i Catalogue of Life.